# Clemente Bondi
Pour les articles homonymes, voir Bondi.
Clemente Bondi (né en 1742 à Mezzani dans la province de Parme, en Émilie-Romagne - mort à Vienne en 1821) était un religieux jésuite, poète et traducteur italien, qui fut avec l'imprimeur Giambattista Bodoni, l'un des hommes de lettres qui collaborèrent à l'imprimerie ducale de Parme. On lui doit des traductions estimées de Virgile et d'Ovide en vers italiens, ce qui l'a fait surnommer le Delille de l'Italie. Il a aussi composé quelques poésies originales de genres divers.

## Biographie
Clemente Bondi naquit en 1742, à Mezzani, dans le duché de Parme et Plaisance. Après avoir fait ses études à Parme, il entra dans la Compagnie de Jésus, et devint professeur de belles-lettres. L’ordre des jésuites ayant été supprimé, Bondi exhala ses plaintes dans un canzone qui commence ainsi : Tirsi, mi sproni in vano, Lucques, 1778. Après la suppression de la Compagnie il s'établit à Venise. Il quitta ensuite Venise pour Mantoue, sur l’invitation de la famille Zanardi, qui le fit son bibliothécaire, et dont la maison était le rendez-vous des littérateurs et des savants. La position de Bondi au milieu de ces hommes, dont beaucoup avaient appartenu à la Compagnie de Jésus (Juan Andrés, Vettore Vettori, Saverio Bettinelli, etc.), lui donna l’idée d’une espèce d’académie, où des personnes spirituelles et polies se réunirent pour converser sur des sujets à la fois agréables et instructifs, tenant surtout à la littérature. Ces réunions à leur tour lui inspirèrent le poème par lequel il est le plus connu en France, Le conversazioni. Il venait de le publier (1783), lorsque le bailli Valentini l’invita à se rendre à Milan, où il l’introduisit dans les cercles de la haute société. Bondi s’y lia d'une étroite amitié avec l'archiduc Ferdinand d'Autriche-Este, gouverneur du Milanais. Après l'occupation de la Lombardie par les Français en 1796, Bondi se rendit à Brünn (actuellement Brno, en République tchèque) en Moravie, où l'archiduc Ferdinand lui confia la conservation de sa bibliothèque et l'éducation de son fils, qui deviendra par la suite duc de Modène, et de la princesse Marie-Louise. La princesse surtout le voyait avec autant d’affection que d’estime, et lorsqu’elle devint impératrice, il fut fixé près d’elle par le titre de maître de littérature et d’histoire. Bondi mourut a Vienne le 20 juin 1821. Il fut enterré dans la même église que Pietro Metastasio.

## Œuvres
Bondi a publié :
- les Bucoliques et les Géorgiques de Virgile, traduites en vers italien, Parme, 1790 ;
- l’Énéide, Parme, 1797, 2 vol. in-8°, et Milan, 1804 ;
- les Métamorphoses d’Ovide, Parme, Bodoni, 2 vol. in-8° ;
- Petits Poèmes, etc. (Poemetti e varie Rime), Venise, 1785, 1799, in-8° ;
- Poésies, Nice, 1795, 2 vol. in-12 ;
- La Journée champêtre, 1793, tableau délicieux qui a de l’analogie avec l’Homme des champs de Delille.
- Cantates, Parme, Bodoni, 1794, grand in-8°.
- Le Mariage, ibid., Bodoni, 1794, grand in-8°. Ce sont douze sonnets moraux.
- Le Bonheur, poème en 2 chants, Milan, 1797, in-8°.
- Poésies diverses, Pise, et dans le Parnasse italien de 1806.
- Deux Élégies, Venise, 1816. 9° Sentences, Proverbes, Epigrammes et Apologues, Vienne, 1814 ; Milan, 1817.

L'œuvre la plus connue de Bondi est le poème Le conversazioni (en français Les cercles). Publié en 1783 à Venise, ce poème a précédé de trente ans La Conversation de Delille, qui en a imité le plan, le style, les détails. La traduction des Géorgiques est considérée comme son chef-d’œuvre ; celle de l’Énéide est regardée comme plus littérale et plus fidèle que celle d’Annibal Caro. La version poétique des Métamorphoses fit oublier celle de Giovanni Andrea dell'Anguillara. 
Les Œuvres de Clemente Bondi ont été publiées d'abord en 1798 à Venise, en 6 vol. in-8°., sous le titre Opere edite e inedite in versi ed in prosa par Adolfo Cesare, libraire vénitien. Cette édition semble contenir un certain nombre de textes que Bondi reniera par la suite. Il fit paraître, à Vienne en 1808, une nouvelle édition, en précisant, dans un avertissement placé en fronstispice « édition complète et la seule correcte et approuvée par l'auteur. »  En 1801, Cesare, l'éditeur vénitien, avait fait paraître un septième volume complétant l'édition de 1798. 

## Sources
- « Clemente Bondi », dans Louis-Gabriel Michaud, Biographie universelle ancienne et moderne : histoire par ordre alphabétique de la vie publique et privée de tous les hommes avec la collaboration de plus de 300 savants et littérateurs français ou étrangers, 2e édition, 1843-1865 [détail de l’édition]
- Marie-Nicolas Bouillet  et Alexis Chassang (dir.), « Clemente Bondi » dans Dictionnaire universel d’histoire et de géographie, 1878 (lire sur Wikisource)